# كارين أدلر
كارين أدلر (بالبرتغالية: Carine Adler‏) هي كاتبة سيناريو ومخرجة برازيلية، ولدت في 1948 في البرازيل.

## وصلات خارجية
- كارين أدلر على موقع IMDb (الإنجليزية)
- كارين أدلر على موقع ألو سيني (الفرنسية)
- كارين أدلر على موقع أول موفي (الإنجليزية)
- كارين أدلر على موقع قاعدة بيانات الأفلام السويدية (السويدية)
- كارين أدلر على موقع قاعدة بيانات الفيلم (الإنجليزية)
- كارين أدلر على موقع كينوبويسك (الروسية)